# L'Assommoir (journal)
Pour les articles homonymes, voir Assommoir (homonymie).
L’Assommoir est une revue publiée à Paris de mars 1978 à juillet 1985,,,.

## Publications
L'animateur du collectif de rédaction est Roger Langlais, puis Bernard Pécheur,, Jaime Semprun collabore à la revue,.
Sept numéros sont publiés entre 1978 et 1985 :
1. La France stalinienne, mars 1978, 104 pages[9],[10]
2. Le Futur accompli, octobre 1978, 111 pages[11],[12],[13]
3. Des progrès de l'action directe, avril 1979, 100 pages[14]
4. Considérations sur l’état actuel de la Pologne, janvier 1981[n 1],[8],[15]
5. La Nuit de la métamorphose, mai 1982
6. Un millésime révélateur. Rebuts et immondices déversés sur George Orwell et « 1984 », décembre 1984
7. Les Habits neufs de la pensée. Nécrose des idéologies et métastases de la modernité, juillet 1985.

Les deux premiers numéros sont publiés aux Éditions Plasma fondées, en 1972, par Pierre Drachline,
Quoique malmené dès le premier numéro de la revue, Claude Roy écrivit en 1981 dans Le Nouvel Observateur : « Depuis la disparition de L’Internationale situationniste, L’Assommoir est la plus intelligente des revues radicales et la plus radicale des revues intelligentes. »[réf. souhaitée]

### Éditions de l’Assommoir
Les Éditions de l’Assommoir publient, en mars 1980, un pamphlet antinucléaire collectif et anonyme, La Nucléarisation du monde, que Jaime Semprun fait rééditer sous son seul nom aux éditions Gérard Lebovici/Champ Libre en 1986, après la catastrophe de Tchernobyl (1986), puis aux Éditions Ivrea en 2008,,,,,.

## Sources primaires
- L’Assommoir (1978-1985), les six premiers numéros en ligne sur archivesautonomies.org.